# Kościół św. Tomasza w Krakowie (nieistniejący)
Kościół św. Tomasza – kościół, który znajdował się w Krakowie, przy dzisiejszej ulicy Stolarskiej, w pobliżu kościoła dominikanów. 
Być może powstał w drugiej ćwierci XIII w. Znajdował się na terenie obecnego kompleksu klasztoru dominikanów. Prawdopodobnie został rozebrany przez zakonników w 1567.